# Torneo Sub-17 de la Concacaf de 1992
El Torneo Sub-17 de la Concacaf de 1992 se llevó a cabo en La Habana, Cuba del 12 al 23 de agosto y contó con la participación de 12 selecciones infantiles de Norteamérica, Centroamérica y el Caribe.
Estados Unidos se proclamó campeón del torneo, quien sumó más puntos en la ronda final.

## Primera Ronda

### Grupo A
| País         | J | G | E | P | GF | GC | PTS |
| ------------ | - | - | - | - | -- | -- | --- |
| Canadá       | 3 | 3 | 0 | 0 | 16 | 0  | 6   |
| Cuba         | 3 | 2 | 0 | 1 | 10 | 2  | 4   |
| Panamá       | 3 | 1 | 0 | 2 | 6  | 12 | 2   |
| Islas Caimán | 3 | 0 | 0 | 3 | 0  | 18 | 0   |

| Equipo 1     | Resultado | Equipo 2     |
| ------------ | --------- | ------------ |
| Cuba         | 4-0       | Panamá       |
| Canadá       | 6-0       | Islas Caimán |
| Cuba         | 0-2       | Canadá       |
| Panamá       | 6-0       | Islas Caimán |
| Islas Caimán | 0-6       | Cuba         |
| Canadá       | 8-0       | Panamá       |

### Grupo B
| País       | J | G | E | P | GF | GC | PTS |
| ---------- | - | - | - | - | -- | -- | --- |
| México     | 3 | 3 | 0 | 0 | 16 | 2  | 6   |
| Costa Rica | 3 | 2 | 0 | 1 | 8  | 3  | 4   |
| Jamaica    | 3 | 1 | 0 | 2 | 10 | 3  | 2   |
| Aruba      | 3 | 0 | 0 | 3 | 1  | 27 | 0   |

| Equipo 1   | Resultado | Equipo 2   |
| ---------- | --------- | ---------- |
| Aruba      | 1-10      | Jamaica    |
| México     | 3-2       | Costa Rica |
| Jamaica    | 0-1       | México     |
| Costa Rica | 5-0       | Aruba      |
| Jamaica    | 0-1       | Costa Rica |
| Aruba      | 0-12      | México     |

### Grupo C
| País                  | J | G | E | P | GF | GC | PTS |
| --------------------- | - | - | - | - | -- | -- | --- |
| Estados Unidos        | 3 | 3 | 0 | 0 | 9  | 1  | 6   |
| Guatemala             | 3 | 2 | 0 | 1 | 2  | 3  | 4   |
| Honduras              | 3 | 1 | 0 | 2 | 2  | 3  | 2   |
| Antillas Neerlandesas | 3 | 0 | 0 | 3 | 0  | 6  | 0   |

| Equipo 1              | Resultado | Equipo 2              |
| --------------------- | --------- | --------------------- |
| Antillas Neerlandesas | 0-1       | Guatemala             |
| Estados Unidos        | 2-1       | Honduras              |
| Honduras              | 1-0       | Antillas Neerlandesas |
| Estados Unidos        | 3-0       | Guatemala             |
| Guatemala             | 1-0       | Honduras              |
| Antillas Neerlandesas | 0-4       | Estados Unidos        |

## Fase Final
| País           | J | G | E | P | GF | GC | PTS |
| -------------- | - | - | - | - | -- | -- | --- |
| Estados Unidos | 3 | 2 | 0 | 1 | 6  | 4  | 4   |
| México         | 3 | 1 | 2 | 0 | 5  | 4  | 4   |
| Canadá         | 3 | 1 | 1 | 1 | 3  | 1  | 3   |
| Cuba           | 3 | 0 | 1 | 2 | 1  | 6  | 1   |

| Equipo 1       | Resultado | Equipo 2       |
| -------------- | --------- | -------------- |
| Cuba           | 0-3       | Canadá         |
| Estados Unidos | 3-4       | México         |
| Canadá         | 0-1       | Estados Unidos |
| Cuba           | 1-1       | México         |
| México         | 0-0       | Canadá         |
| Estados Unidos | 2-0       | Cuba           |

## Campeón
| Torneo Sub-17 de la Concacaf 1992 |
| --------------------------------- |
| Bandera de Estados Unidos         |
| Estados Unidos 2º Título          |

## Clasificados al Mundial Sub-17
| - Canadá | - Estados Unidos | - México |